# Шимкович, Томаш
Томаш Шимкович (словац. Tomáš Šimkovič; 16 апреля 1987, Братислава, Чехословакия) — австрийский футболист, полузащитник клуба «Макендорф».

## Биография
Томашу было 5-6 лет, когда его родители в начале 90-тых переехали из Словакии в соседнюю Австрию «за лучшей жизнью». В свое время его отец Борис играл за известный клуб «Слован» из Братиславы и молодёжную сборную Чехословакии. Мать была медсестрой. Они все сохранили свои словацкие паспорта и позже вернулись на родину. Австрийский паспорт получил лишь Томаш и это было связано с футболом. Первым его тренером был, конечно, отец.

### Клубная карьера
Юный Томаш поиграл в ряде детских и юношеских клубов австрийской столицы, в том числе и школе венского «Рапида». Первый его клубом стала любительская команда «Аустрии», за которую он выступал с 2005 по январь 2008 года. Затем полгода играл в клубе «Шваненштадт», а с лета 2008 примкнул к «Винер-Нойштадт», с которым, будучи капитаном, выиграл Первую лигу Австрии в сезоне 2008/2009 и вышел в австрийскую Бундеслигу.
В январе 2012 года вернулся в венскую «Аустрию», но уже в основную команду. И в сезоне 2012/2013 года «Аустрия» стала чемпионом страны. Но в финале Кубка Австрии 30 мая Томаш сломал ногу на 90-й минуте матча, к тому же и Кубок проиграли «Пашингу» (0-1). Поэтому конец года у него практически пропал и на него перестали рассчитывать.
В январе 2014 Томаш покинул состав родного для себя клуба и подписал контракт с костанайским «Тоболом» из Казахстана. 15 марта дебютировал в клубе, выйдя на замену в матче против семипалатинского «Спартака». 9 апреля Шимкович забил свой первый гол за команду, сравняв счет в игре с «Кайсаром». В дальнейшем Шимкович стал стабильным игроком основного состава. В начале сезона 2017 года опытный футболист стал и капитаном команды.
Но после трёх успешных сезонов в «Тоболе», Шимкович стал меньше получать игрового времени (всего 6 игр весной из-за травмы — порвал связки в колене) и в июне 2017 года согласился на переход в «Актобе», куда для возрождения команды вернули прославленного в Казахстане тренера Владимира Муханова. Контракт заключил до конца 2018 года. Но уже во второй игре он получил редкую травму — перелом руки. Затем сумел восстановиться и до конца сезона провёл 14 игр, забил 5 голов и сделал 3 ассиста. И команда под руководством капитана Томаша удержалась в Премьер-лиге.
Однако, Шимкович не остался в клубе и 4 февраля 2018 года объявил о своём уходе. В тот же день он подписал контракт с литовским «Жальгирисом».

### Карьера в сборной
Томаш Шимкович выступал за молодёжную сборную Австрии по футболу (до 21 года). Он принимал участие в успешном для сборной Чемпионате мира по футболу среди молодёжных команд 2007 года, где команда Австрии дошла до 1/2 финала и уступила в матче за 3-е место.

## Достижения
«Винер-Нойштадт»
- Победитель Первой лиги Австрии: 2009

«Аустрия»
- Чемпион Австрии: 2013
- Финалист Кубка Австрии: 2013